# Diocèse de Posadas
Le diocèse de Posadas (en latin : Dioecesis Posadensis ; en espagnol : Diócesis de Posadas) est un diocèse de l'Église catholique en Argentine, suffragant de l'archidiocèse de Corrientes.

## Territoire
Il recoupe les départements d'Apóstoles, Candelaria, Capital, Concepción, Leandro N. Alem, Libertador General San Martín et San Ignacio de la province de Misiones.
Le siège épiscopal est dans la ville de Posadas où se trouve la cathédrale Saint-Joseph. 
Son territoire est de 6 426 km2 divisé en 35 paroisses de rite romain et 3 paroisses de rite byzantin de l'Église grecque-catholique ukrainienne sous juridiction de l'éparchie Santa María del Patrocinio des Ukrainiens à Buenos Aires.

## Historique
Le diocèse de Posadas est érigé le 11 février 1957 par la constitution apostolique Quandoquidem adoranda du pape Pie XII, recevant son territoire du diocèse de Corrientes (aujourd'hui archidiocèse de Corrientes).
Par la lettre apostolique Quanto iuniores du 18 février 1958, Pie XII confirme que la Vierge Marie honorée sous le vocable de Notre-Dame d'Itatí (es) est la patronne principale du diocèse avec saint Ignace de Loyola comme patron secondaire.
Nommé suffragant de l'archidiocèse de La Plata lors de sa création, il intègre la province ecclésiastique de l'archidiocèse de Corrientes le 10 avril 1961 par la constitution apostolique Nobilis Argentina Respublica du pape Jean XXIII.
Il cède une portion de son territoire le 16 juin 1986 pour l'érection du diocèse de Puerto Iguazú et de nouveau le 13 juin 2009 pour l'établissement du diocèse d'Oberá.

## Évêques
- Jorge Kémérer, S.V.D (13 mars 1957 - 16 juin 1986).
- Carmelo Juan Giaquinta (16 juin 1986 - 22 mars 1993), nommé archevêque de Resistencia.
- Alfonso Delgado Evers (25 février 1994 - 29 mars 2000), nommé archevêque de San Juan de Cuyo.
- Juan Rubén Martinez, depuis le 25 novembre 2000.